# اتودسک اینونتور
اتودسک اینونتور (به انگلیسی: Autodesk Inventor) یک نرم‌افزار طراحی به کمک رایانه است که توسط شرکت اتودسک ارائه شده‌است.

شرکت اتودسک در سال ۲۰۰۹ نگارش ۱۳ این نرم‌افزار را عرضه کرد. توانایی این نرم‌افزار باعث شد که در سال ۲۰۰۶-۲۰۰۷ پرفروشترین نرم‌افزار مدلینگ در جهان نام بگیرد و از نرم‌افزارهای معروف دیگر در این زمینه پیشی گیرد. از ورود این نرم‌افزار در ایران چند سالی می‌گذرد و علی‌رغم تأکید کمپانی سازنده این نرم‌افزار برای استفاده از آن، متأسفانه به‌طور بایسته مورد استقبال قرار نگرفت و تقریباً ناشناخته مانده بود تا اینکه در سال ۲۰۰۶؛ این نرم‌افزار همراه با دیگر محصول معروف کمپانی اتودسک یعنی اتوکد و مکانیکال دسکتاپ به بازار عرضه شد و از آن تاریخ به بعد اینونتور، کم‌کم جای خود را در میان کاربران این رشته باز کرد. خصوصاً سازگاری کامل این نرم‌افزار با CAD یکی از علل موفقیت آن بود. چرا که برای شرکت‌هایی که نقشه‌های قدیمی خود را با اتوکد کار کرده بودند عامل سازگاری کامل نرم‌افزارهای مدلینگ جدید بسیار مهم بود. همچنین پشتیبانی این نرم‌افزار از نقشه‌های مدل شده توسط مکانیکال دسکتاپ یکی دیگر از عوامل موفقیت آن است. در ادامه سعی شده‌است تا با معرفی توانایی‌های این نرم‌افزار و کاربرد آن در صنعت امروز، گامی برای معرفی بهتر این نرم‌افزار صورت بگیرد.
نرم‌افزار اینونتور به صورت مستقیم با سالیدورکس، مکانیکال دسکتاپ و سالید اج رقابت می‌کند.
یکی از تفاوتهای اینونتور با سالیدورک در هوشمند بودن اینونتور در مقابل سالیدورک هست.

## معرفی قسمت‌های Autodesk Inventor Professional

### قسمت Part Modeling
این محیط برای مدلینگ قطعات که اولین گام در کار مکانیک به‌شمار می‌رود می‌باشد. دستورهای این محیط بسیار کامل و در عین حال ساده طراحی شده‌است. به جرات می‌توان گفت که کاملترین محیط مدلینگ را در مقایسه با دیگر نرم‌افزارهای این رشته دارد. کارهای پیچیده‌ای مانند تعریف صفحات کاری خاص، به سادگی قابل اجراست. همچنین خاصیت Uptodate کردن در این محیط بسیار قوی و کارا می‌باشد. خواصی مانند 3D grip که به کاربر اجازه تغییر اندازه‌های مدل را، با Drag کردن می‌دهد یا دستور 3d sketch که با آن می‌توان به راحتی در فضای آزاد صفحه Sketchهای ۳ بعدی ایجاد کرد از مزیتهای آن می‌باشد.
یکی از محیط های بسیار مفید sheet metal  میباشد که به طراح اجازه کار بر روی ورق های فلزی را میدهد و ابزارهایی چون خم کاری و گرفتن گسترده قطعه در اختیار وی قرار میدهد 

محیط نرم‌افزار Inventor

### قسمت Assembly
در این محیط کاربر می‌تواند به راحتی قطعات مدل شده را با دستورهای کاربردی خاص این نرم‌افزار اسمبل کند. از دستورات ویژه این محیط نیز می‌توان به پارامتریک کردن مدل و اسمبل جهت ایجاد قطعات مشتق شده از یک مدل و دستورهایی مانند Motion و Transitional برای تعریف رفتار قطعات نسبت به هم نام برد. همچنین در این محیط می‌توان از محیط‌های piping، welding، inventor studio، ,Frame Generation stress Analysis، Dynamic Simulation و Cable & Harness و .. نام برد که در ادامه به صورت کاملتری مورد ارزیابی قرار می‌گیرد. در این محیط دسترسی کاربر به کتابخانه استاندارد نرم‌افزار، امکان‌پذیر می‌باشد. این کتابخانه شامل حدود یک میلیون قطعه استاندارد می‌باشد که در مقایسه با دیگر نرم‌افزارها بی‌نظیر می‌باشد. در طول کار با نرم‌افزار شما توانایی طراحی انواع قطعات به صورت استاندارد را دارید.

### قسمت Drawing
در این قسمت می‌توان از قطعات مدل شده نماگیری کرد. سادگی و در عین حال توانایی بالای این محیط باعث شده تا هر نمای دلخواه و برش‌های گوناگون از قطعات به راحتی قابل تهیه باشد. خاصیت ایجاد block همانند نرم‌افزار cad و همچنین گرفتن خروجیDWG از نماهای ایجاد شده باعث می‌شود تا این نماها را در هر کجا با نرم‌افزار Auto cad باز کرد. این خاصیت به ویژه برای شرکتهایی که طرف حساب کار آن‌ها با نرم‌افزار Autocad کار می‌کنند یا دستگاه‌های ماشین‌کاری که با فرمت dwg سازگاری دارد بسیار مهم است. ذکر مواردی از کاربرد عینی توانایی‌های نرم‌افزار INVENTOR در صنعت‌های مختلف.

محیط نرم‌افزار Inventor

### قسمت Sheet metal
این محیط جهت طراحی ورق‌کاری و گرفتن خروجی صفحه گسترده و محاسبات مربوط به آن می‌باشد. داشتن محیط پانچ و دستورهای متنوع جهت ورق‌کاری باعث شده تا هرنوع ورق‌کاری را به راحتی مدل و تحلیل کرد.

### قسمت Weldment
این نرم‌افزار بسیار قوی و کاربردی می‌باشد. علاوه بر جوش‌های عادی و استاندارد؛ دستور Groove برای ایجاد جوشهایی بکار می‌رود که بین بخش‌های خالی دو یا چند قطعه قرار می‌گیرد و در واقع فضای خالی بین آن‌ها را پر می‌کند. این ویژگی منحصربه‌فرد باعث شد که شرکت توگا یکی از زیر مجموعه‌های شرکت مپنا، که ساخت توربین‌های گازی را بر عهده دارد و بزرگ‌ترین شرکت توربین‌سازی در خاورمیانه است برای محاسبه و ایجاد جوش از این نرم‌افزار کمک گیرد. همانطور که میدانیم توربین‌های گازی دارای قطعاتی با پیچیدگی‌های زیاد می‌باشد و فضای خالی بین این قطعات پیچیده بایستی با جوش پر شود که در این بین تنها نرم‌افزاری که دارای چنین توانایی بود نرم‌افزار inventor بود. علاوه بر آن محاسبه مقدار الکترود مصرف شده برای این جوش‌ها نیز دارای اهمیت زیادی بود که این نرم‌افزار قدرت محاسبه آن را دارد و اطلاعاتی مانند حجم و وزن جوش را به صورت گزارش ارائه می‌دهد و می‌تواند این اطلاعات را به صورت فایل نرم‌افزار EXCEL در اختیار کاربر قرار دهد. علاوه بر آن محاسبات جوش‌های گوناگون و ارائه ضریب اطمینان جوش باعث شده‌است از این ویژگی برای اطمینان از دوام انواع جوش‌ها استفاده شده و قبل از عمل جوشکاری به صورت کامل شبیه‌سازی صورت گیرد. همچنین دیگر ویژگی محیط جوش نرم‌افزار ایجاد و نمایش علائم جوشکاری در محیط ۳ بعدی می‌باشد که به درک بهتر از عملیات جوشکاری کمک بسزایی می‌کند.

### قسمت Presentation
این محیط جهت متحرک‌سازی نماهای انفجاری و قطعات اسمبل شده می‌باشد که در قطعات پیچیده می‌تواند دید بسیار خوبی از قطعه به سازندگان آن بدهد. خروجی فرمتهای گوناگون تصویری از حرکت قطعات نیز از قابلیت‌های این قسمت است.

### قسمت Piping
این نرم‌افزار فوق‌العاده نیرومند و با کارایی بالا می‌باشد. برای مسیر لوله‌کشی شده توسط ابزاری بسیار کارا، ابتدا مسیر لوله‌کشی را ترسیم نموده و پس از آن کافیست نوع استاندارد لوله‌کشی را از بین گزینه‌های موجود انتخاب کنید و سپس با اجرای یک فرمان کل مسیر برای شما مدل می‌شود. تمام زانویی‌ها و تقاطع‌ها طبق استاندارد انتخاب شده، ایجاد می‌شوند. در صورت لزوم نیز شما می‌توانید از بین صدها مدل قطعات استاندارد مربوط به Piping قطعاتی مانند انواع Valves- Flanges- Gaskets- Reducers Fittings-Adapters-Branches-Bushings-Caps-Connectors-Couplings-Crosses-Elbows-Nipples-Plugs-Reducers-Return Bends-Tees- Adaptersو ... را انتخاب و بعد از مشخص نمودن اندازه، آن را در بین مسیر قرار دهید. همانطور که اشاره شد ابتدا باید استاندارد Pipng انتخاب شود و سپس به کشیدن مسیر پرداخت. از استانداردهای موجود در این نرم‌افزار می‌توان به انواع استانداردهای ASME اعم از جوشکاری یا رزوه شده- استاندارد هیدرولیک برای لوله‌های هیدرولیک – لوله‌های PVC –و.. اشاره کرد. شرکت ملی پخش فراورده‌های نفتی برای مدلینگ انبار نفت فردیس کرج پروژه‌ای را به مناقصه گذاشت که در پایان به مدلینگ این منطقه با نرم‌افزار Inventor منجر شد. پیچیدگی مسیرهای انتقال نفت و بنزین – گازوییل و بنزین سوپر- باعث شد که از این نرم‌افزار جهت پروژه استفاده کند که نتیجه کار بسیار راضی‌کننده بود. تمام قطعات استفاده شده در طول مسیرها، در کتابخانه استاندارد نرم‌افزار موجود بود.

محیط نرم‌افزار Inventor

### قسمت Frame Generation
می‌توان سازه ایجاد کرد. در این قسمت نیز شما کافیست سازه را به صورت شماتیک با استفاده از Sketch 3D کشیده و سپس در مسیرهای کشیده شده انواع فریم‌های استاندارد نظیر نبشی – ناودانی- تیر آهن – پروفیل‌های گوناگون و.. را از کتابخانه استاندارد نرم‌افزار انتخاب نمایید تا به صورت خودکار در مسیرهای کشیده شده قرار گیرند و سپس با استفاده از دستورهای مخصوص این محیط محل تقاطع فریم‌ها را برش بزنید – فاصله بگذارید – سوراخکاری کنید و در نهایت جوش بزنید یا ببندید. این محیط به جرات یکی از قویترین محیط‌های ایجاد سازه می‌باشد که دارای کارایی فوق الاده‌ای می‌باشد – مخصوصاً طرز قرارگیری فریم‌ها نسبت به هم به راحتی قابل انتخاب است. از این ویژگی می‌توان برای طراحی انواع سازه‌های قلزی- پلکان‌ها – انواع دکل‌ها و.. اشاره کرد. شرکت گرد، یکی از شرکت‌های فعال در زمینه تولید انواع دکل‌ها از جمله دکل‌های مخابراتی و نفتی می‌باشد که از این نرم‌افزار برای طراحی دکل استفاده می‌کند. با استفاده از قابلیت آنالیز نیرو، می‌توان سازه ایجاد شده را تحلیل نمود و به نظر می‌رسد تا حد زیادی می‌توان از این قسمت نرم‌افزار به جای نرم‌افزارهایی مانند SAP استفاده نمود.

### قسمت design accelerator
یا شتاب دهنده‌های طراحی که ابزاری کارامد جهت ساده کردن طراحی قطعات پیچیده‌ای مانند انواع شفت‌ها – چرخدنده‌های ساده و حلزونی – بادامک‌ها – بلبرینگ‌ها – فنرها –انواع پین‌ها و پیچ ها- انواع تسمه‌ها و.. را ایجاد نمایید. البته برای این کار شما بایستی شاخص‌های خواسته شده را وارد نمایید و پس از اطمینان از مقاوم بودن این قطعات در قسمت محاسبه نیروها، نرم‌افزار قطعه شما را ایجاد می‌کند. نکته مهم در اینجا محاسبه نیروهای وارد بر قطعه و دادن اندازه‌های پیشنهادی متناسب با شرایط شما توسط نرم‌افزار می‌باشد. بدین ترتیب شما می‌توانید اطمینان حاصل کنید که قطعه طراحی شده مناسب با محیط اطراف خود است. از دیگر قطعه‌هایی که در این قسمت می‌توان فراخوانی کید، بادامک‌ها می‌باشد که در صورت نیاز می‌توانید نمودار حرکتی آن را نیز مشاهده کنید. ایجاد تسمه بین چند قطعه محرک همانند پولی و چرخدنده‌ها نیز از امکانات این قسمت است. طراحی انواع فنرها با شرایط خاص آن در محیط و همچنین طراحی انواع شفت نیز در این قسمت گنجانده شده‌است که کار با آن بسیار ساده می‌باشد. فقط کافیست ترتیب قرار گرفتن قطعات را انتخاب کنید. بدین ترتیب این محیط برای شرکت‌های ماشین‌سازی بسیار مناسب می‌باشد و همانطور که اشاره شد علاوه بر مدل کردن این قطعات پیچیده امکان محاسبه آن نیز وجود دارد. همچنین دستوری برای انتخاب تلرانس‌ها و انطباقات که از مسایل مهم طراحی می‌باشد، در این قسمت موجود است. این قسمت شامل هندبوک مهندسی می‌باشد که بسیار کامل بوده و برای طراحی می‌توان از آن کمک گرفت.

### قسمت Inventor Studio
به شما کمک می‌کند تا از قطعات مدل شده یک فیلم بسازید. در نسخه ۲۰۱۰ این نرم‌افزار حتی قابلیت میکس تصاویر هم اضافه شده‌است. در این قسمت می‌توان تمام فاکتورهای یک متحرک‌سازی را تعریف کرد. از چرخش دوربین همراه با چرخش قطعه گرفته تا ناپدید کردن قسمتی از مدل برای دید بهتر. به عنوان مثال برای دیدن قسمت‌های داخلی یک مجموعه بایستی پوسته آن به صورت موقت ناپدید و دوباره دیده شود. چرخش و جابجایی دوربین در هنگام کار کردن یک مجموعه زیبایی کار را دوچندان می‌کند. زمینه پشت مجموعه متحرک قابل تغییر می‌باشد. همچنین ابزارهایی برای تعریف زاویه و رنگ نور تابیده شده به صحنه – و تعریف ماده برای قسمت‌های مختلف یک مجموعه- قالیت گرفتن عکس از مجموعه با کیفیت بسیار بالا و طبیعی؛ و همچنین انتخاب انواع فرمت‌های تصویری نیز از دیگر نکات این محیط می‌باشد.

### قسمت Dynamic Simulation
دارای اهمیت زیادی برای قطعاتی که شرایط تحلیل نیرو در آن‌ها به صورت ثابت نیست می‌باشد. همانطور که از نام این محیط پیداست تحلیل نیرو و رفتار قطعات یک مجموعه در حالت غیر ثابت می‌باشد. برای شبیه‌سازی دینامیکی بایستی تمام موارد اتصال قطعات با یکدیگر به صورت اصولی و با قیدهای سه بعدی صورت گرفته باشد- گراف حرکتی و همچنین ایجاد نیرو توسط حرکت ماوس به مجموعه از نکات منحصربه‌فرد این محیط می‌باشد. این قسمت با Inventor Studio در تعامل کامل هستند و ترکیب این دو می‌تواند یک فیلم حرفه‌ای از هر نظر ایجاد کند. از این فیلم‌ها بیشتر جهت نشان دادن طرز کار مجموعه‌ها و ارتباط قطعات با هم و همچنین تبلیغ می‌باشد.

در پایان به دیگر موارد کاربرد این نرم‌افزار اشاره می‌کنیم: قابلیت پارامتری بودن قطعات یکی از روش‌های نکشیدن مدل‌های تکراری می‌باشد. می‌توان در یک فایل EXCEL پارامترها را تعریف نمود و تنها با دادن یک عدد در فایل ایجاد شده شکل جدید با اندازه‌های متفاوت ایجاد گردد. از این ویژگی زمانی استفاده می‌شود که یک قطعه با اندازه‌های گوناگون وجود دارد- می‌توان با تعریف کامل خصوصیات یک قطعه در یک مجموعه در پایان BOM آن مجموعه را محاسبه کرد؛ و بالاخره با استفاده از دستور پانچ هم می‌توان انواع شکل‌ها را بر روی ورق‌ها و قطعات ایجاد کرد.